# Dějiny ruského práva
Dějiny práva na ruském území procházela vývojem od počátku prvních státních útvarů (Kyjevská Rus) po současnou Ruskou federaci.

## Kyjevská Rus

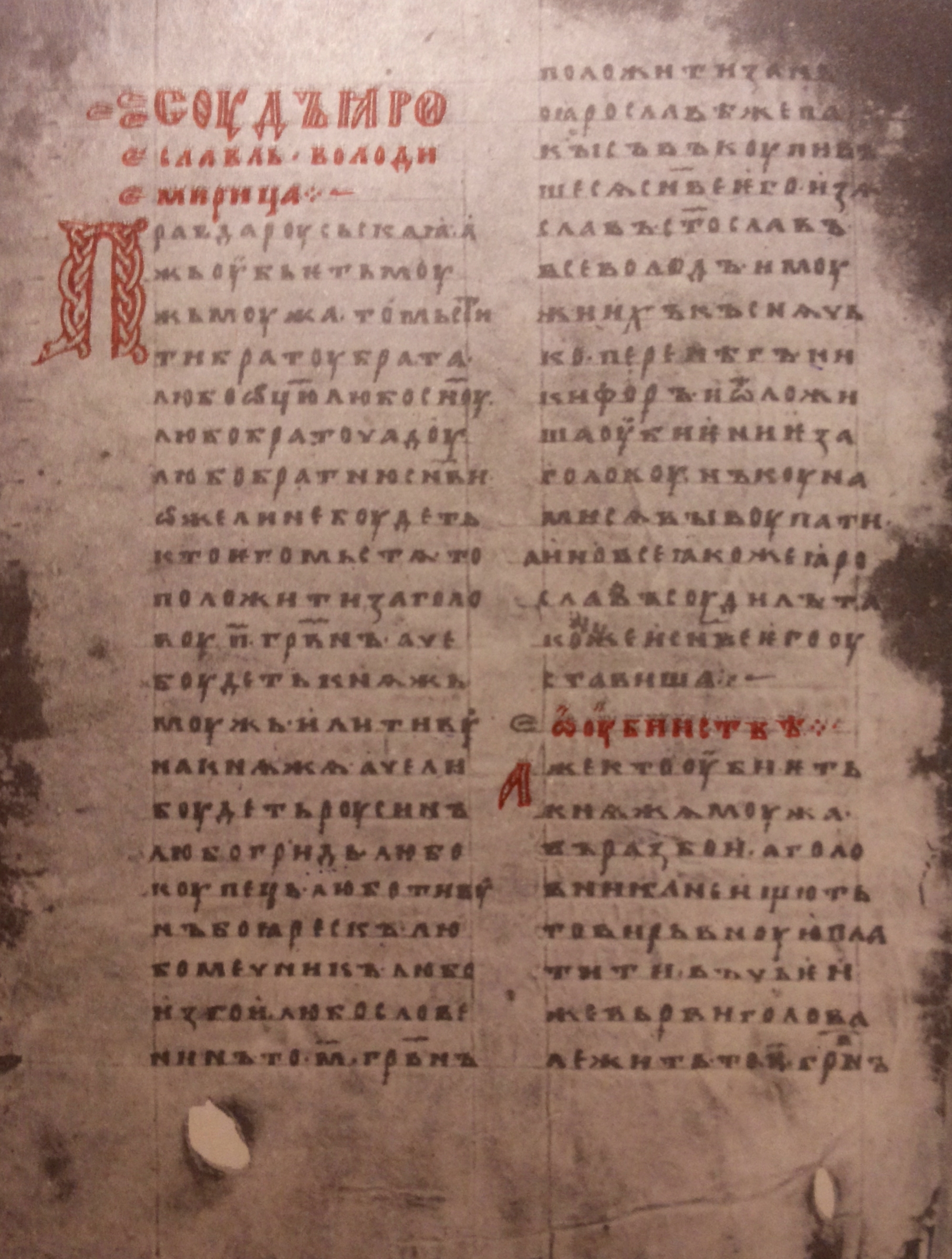
Ruská pravda, staroruský zákoník

Z hlediska právního a státotvorného vývoje byla Kyjevská Rus v zásadě klasický feudální stát decentralizovaný lenním systémem, svou strukturou ne nepodobný jiným evropským státním útvarům té doby. Panovník (velký kníže) neměl stálé sídelní město. Vedle něj byl velmi vlivný jakýsi jeho poradní útvar (duma), který sdružoval mocné členy dvora, zástupce panující dynastie a bohaté držitele půdy. Co se týče pramenů práva, tak jako v jiných částech Evropy to byly v této době hlavně obyčeje, značně rozdílné dle etnik a sociálních skupin, ovšem jen zřídka měly psanou formu. Právo pochopitelně vycházelo z principu personality a vyjadřovalo společenskou rozčleněnost nebo též množství osobních privilegií. Nejdůležitější právní památka této doby je tzv. "Ruská pravda". Pravděpodobně se jednalo o soukromou sbírku obyčejového práva tak, jak bylo používáno v soudní praxi, a to nejspíše o sbírku církevní. Originál se však nezachoval, jen řada pozdějších opisů. Badatelé se v její interpretaci různí.
Roku 987 nebo 988 přijal kníže Vladimír křest a v Kyjevské Rusi se počalo šířit křesťanství. Víra byla šířena byzantskými misionáři. Ti budovali vlastní církevní struktury a řídili se byzantským kanonickým právem (používaly se hlavně sbírky Nomokánon, Ekloga, Procheiron nomos a jejich slovanská varianta Zákon sudnyj ljudem). Církevní osoby příslušely výhradně církevním soudům, těm také příslušelo rozhodovat o věcech souvisejících s vírou (což ovšem byly, mimo jiné, také často záležitosti rodinné, dědické a trestní). Ruská pravoslavná církev byla podřízena konstantinopolskému patriarchátu, metropolita byl jmenován konstantinopolským patriarchou. Konec tohoto propojení nastal až roku 1448, kdy se ruská církev stala autokefální. Vlastního patriarchu získala až roku 1589.

## Novgorod
V letech 1136-1478 byl Pan Veliký Novgorod samostatnou městskou republikou. Jejím nejvyšším mocenským orgánem bylo tzv. věče - sněm všech svobodných obyvatel města. Věče byly však v praxi poměrně snadno manipulovatelné, a tak skutečnou moc držela spíše místní bojarská aristokracie. Úctě se těšil i městským sněmem volený arcibiskup.
Co se týče práva, bylo zřejmě na mnohem vyšší úrovni než na Kyjevské Rusi. V soudní praxi se používala již výše zmíněná Ruská pravda. V 15. století věče přijaly tzv. Soudní listiny, což byla písemná kodifikace obyčejového práva. Zachoval se takřka celý text Pskovské soudní listiny (Pskov byl zprvu podřízen Novogorodu, později se osamostatnil. Z ní je zřejmé, že se jednalo o kazuistickou právní úpravu snad s několika málo pokusy o obecné pojetí. Upravovala hlavně soukromoprávní vztahy a v souladu s tehdejšími poměry měla vyhraněně stavovský ráz.

## Zlatá horda
V době tatarské nadvlády se dostala ruská knížectví pod svrchovanost mongolského chanátu, nazývaného Ulus Džuči (v ruských pramenech od 16. století Zlatá horda.) Jednotlivá knížata musela být ve svém úřadu potvrzena tatarským chánem, a to prostřednictvím listiny nazývané jarlyk. Celý systém Tatarům sloužil k poměrně drastickému vykořisťování celé ruské země.

## Moskevský stát
Přibližně na začátku 14. století začala moskevská knížata postupně ke svému knížectví připojovat další země, obvykle vojensky. V roce 1521 již byly pod Moskevským státem sjednoceny všechny ruské země s výjimkou teritorií zabraných Litvou, resp. Polskem. Z hlediska právního vývoje v Moskevském knížectví stále ještě přežívalo zvykové právo, u soudů byla používaná "Ruská pravda". Existovalo však několik verzí jejich opisů, docházelo tak k lokálním interpretacím. Hlavně z tohoto důvodu, tedy ve snaze podpořit centralizaci a integraci země sjednocením soudní praxe, vydal Ivan III. roku 1497 tzv. "Suděbnik". Jednalo se vlastně o první ruský kodifikační akt. Dílo to bylo relativně nekompletní, formálně nedokonalé, založené na kazuistice. Asi polovina jeho nařízení byla převzatá z "Ruské pravdy", "Pskovské soudní listiny" a z obdobného, o něco staršího "Suděbniku" litevského. Přibližně polovina textu pak byla zcela nová.
Suděbnik navozuje všeobecné znevolnění rolnictva a dovršuje klasické feudální schéma "děleného" vlastnictví půdy. Jako jediný suverénní vlastník půdy je uznáván panovník, který veškerou půdu za určitých podmínek (věrnost panovníkovi, služby, různé renty) propůjčuje. Samostatné občinové vlastnictví půdy prakticky mizí. Ruský soudní proces této doby je de facto kontradiktorní a současně i inkviziční. Jsou uznávány i souboje před soudem (rovněž i prostřednictvím zástupce), zajímavostí je povinnost soudce nahradit škodu jeho špatným rozhodnutím. Vzniká institut "nežádoucí osoby", na jehož základě je možné rychlé uvalení trestu.

## Stavovská monarchie
V 16.-17. století probíhal v rusku proces integrace šlechty, která se postupně stávala závislou na panovníkovi. Role měst byla minimální, v Rusku nehrála aktivnější úlohu nikdy. Církev usilovala o nezávislost a v některých krátkých okamžicích se jí to i částečně dařilo, nakonec však i ona byla Petrem Velikým zestátněna. Zemské sněmy se konaly v různých intervalech od roku 1547 (první svolání Ivanem IV.) až do druhé poloviny 17. století. V praxi ale měly jen minimální reálnou moc. Určitý vliv si vedle cara udržovala jen "poradní duma", reprezentace bojarů (šlechty). V době oslabené panovnické moci to byla prakticky jediná funkční mocenská organizace. Při silné vládě (např. za Ivana IV.) však její význam pochopitelně rapidně klesal.
Legislativa této doby reflektovala proces probíhající centralizace státu a vytváření byrokracie. Právo reagovalo na permanentní konflikty uvnitř společnosti, které tyto jevy doprovázely. Právních památek této doby je celá řada. Nejvýznamnější patrně je druhý tzv. Carský suděbnik z roku 1550, dále tzv. Stoglav z roku 1551 upravující církevní a některé světské záležitosti a knihy ediktů tzv. prikazů (jakýchsi prvotních ústředních úřadů, ovšem s nejasnými kompetencemi), tzv. Ustavne či Ukazne knigy prikazov.
O století později, v letech 1648-1649, za panovníka Alexeje Michailoviče, proběhla kompletní souhrnná kodifikace práva. Vznikla pod názvem Sobornoje uloženije zakonov (SUZ). Jednalo se o inkorporaci snad veškerého, v předchozích obdobích nahromaděného normativního materiálu, shrnovala tak poslední Suděbnik, výše zmíněné Ukaznyje knigi prikazov a čerpala i z Litevského statusu z roku 1529. Dalším pramenem zákoníku byly doplňky vyprošené jednotlivými dvořany, tzv. čelobití. Dílo to bylo poměrně systematické a v porovnání s předchozími kodifikacemi i srozumitelněji podané. Stále v něm však převládala kazuistika, obecnější vyjádření legislativních záměrů zcela chybělo. Také mělo zřetelně konzervativní funkci (pokud možno zachovat starý stav a nereflektovat nové společenské změny). Nepřekvapí proto, že SUZ bylo nahrazeno další kodifikací až roku 1835.
Většina ustanovení SUZ se týkala trestního práva, carovi, církvi a šlechtě bylo přisuzováno výjimečné postavení a řada privilegií. Tresty se značně lišily dle sociálního zařazení pachatele a měly vyhraněně odstrašující charakter. Vzhledem k neexistenci obecného pojetí a špatnému popisu trestného činu jakož i nedokonalému vymezení předpokládaného trestu (např. vyjadřováno slovy: "kolik gosudar přikáže") tato právní úprava poskytovala dostatečný prostor k naprostému zneužívání práva. Mimo to zůstal zachován i dříve zavedený status "nežádoucí osoby", jenž byl určován "skupinou vlivných osob". Rozšiřovaly se také inkviziční pravomoci soudů, které prakticky nahrazovaly předchozí spíše kontradiktorní chápání.

## Carský absolutismus
Přibližně od přelomu 17. a 18. století se o Rusku hovoří v souvislosti s tzv. carským absolutismem. Veškerou moc ve státě držel car, který byl současně i hlavou pravoslavné církve. Byly zrušeny bez tak již jen přežívající zbytky stavovských orgánů (bojarská duma s jejími různými podvýbory a zemský sněm). Místo toho byly zřízeny ústřední úřednické orgány přímo podřízené carovi. Z nich měl nejvyšší postavení Senát, který z carova pověření vykonával zákonodárnou a nejvyšší soudní moc a vládl za něj v době jeho nepřítomnosti. Rovněž byla reorganizována místní správa (úředníci nebyli vybíráni dle urozenosti a dostávali pevný plat), proběhly i další reformy. Vzhledem k západní Evropě však bylo Rusko ve svém vývoji značně zaostalé a jen obtížně se vyrovnávalo s vyspělejšími soupeři (viz např. Severní válka). Tomu se carové snažili bránit reformami "shora". Vzhledem ke stavu ruské společnosti však reformy nacházely jen malou odezvu, zásadní změnu nepřinesly a ve "vnitřním životě Ruska" tak žádný podstatný zlom nenastal.
S nástupem absolutismu začíná i nová etapa vývoje ruského práva. Jednotlivé složky feudální společnosti, do té doby relativně autonomní, jsou zbaveny většiny svých privilegií a zůstává jim jen odpovědnost za plnění povinností vůči státu, hlavně pak daňových. Car vydává velké množství nejrůznějších zákonů, často nahodilých, nesystematických a pochybné kvality. Všeobecně se má za to, že "zákon je všemocný", v praxi však v obrovské ruské říši, kde "car je daleko a Bůh vysoko" reálné společenské vztahy probíhají i nadále spíše dle obyčejového práva, což podporuje i časté zneužívání moci a celková zvůle lokálních mocipánů. Řada ruských panovníků usilovala o vypracování nové souborné kodifikace práva, komisí k tomu jmenovaných prý bylo až do Alexandra I. (vládl 1801-1825) nejméně 11. Žádná z těchto prací však nebyla dokončena či nevstoupila v platnost. Jediné ucelené kodexy té doby se tak týkaly vojenského zákonodárství, konkrétně to byly "Vojenský artikul" a "Krátký popis procesů", oba z roku 1715, vydány Petrem I. Jejich cílem bylo hlavně posílit již tak často nelítostnou disciplínu v armádě a jakoukoli odbojnost trestat surovými odstrašujícími sankcemi. Vojenský soudní řád byl přísný inkviziční proces, kde obžalovaný, resp. ani jedna ze stran sporu neměla jakákoli práva a mohla být podrobena mučení (stejně jako i svědci). Platil po určitou dobu i v oblasti nevojenské a dokonce i v "civilním" řízení. Souviselo to se snahou Petra I. vytvořit v Rusku jakýsi vojenský režim. V praxi se však tento strohý inkviziční proces ukázal jako příliš velká zátěž pro soudy a proto byl již roku 1723 nahrazen tradičním, v podstatě kontradiktorním procesem.

## Osvícenský absolutismus
V 18. století se z Ruska stává, zejména díky jeho expanzivní zahraniční politice, světová velmoc. Carský dvůr zde žije v okázalém velkolepém přepychu, sluchu jsou dopřávány i soudobé myšlenky moderních francouzských osvícenců. Panovníci (hlavně pak Kateřině Veliká) se pokoušejí o "všeobecnou reformu" vycházející z přirozenoprávních tezí. Reformy se ale nedaří uskutečnit v praxi, hlavně proto, že v rigidní feudální společnosti založené na tuhém nevolnictví nenacházejí jakýkoli ohlas. Postavení nejpočetnějších vrstev obyvatelstva - statkářských rolníků - se tak v mnohém zhoršuje, z nevolníků připoutaných k půdě se stávají de facto otroci svých vrchností. Ty je totiž mohou volně přesídlovat, darovat, měnit, zastavovat, odkazovat a prodávat - a to i "v drobném", bez ohledu na rodinné svazky. Kromě toho mají vrchnosti nad svými rolníky soudní pravomoc jak ve sporech mezi nimi samotnými, tak i v trestních věcech, mohou je tělesně trestat, posílat do vězení nebo na nucené práce v trestaneckých koloniích (katorga) i do vyhnanství na Sibiř, mohou je ale i nutit k sňatku. Příznačné pro Rusko je, že ve stejném roce (1767), kdy Kateřina Veliká slavnostně svolává velkou komisi, jež má připravit novou moderní sbírku zákonů založenou na osvícenských ideálech (rovnost všech lidí před zákonem atd.), zároveň i rolníkům zakazuje si pod hrozbou těžkých tělesných trestů stěžovat na své statkáře.
Nové osvícenské aspirace se v Rusku objevily až za cara Alexandra I., který měl, tak jako několik jeho předchůdců, ambice pokračovat v radikálních vnitřních reformách své říše. Jeho rádce Michail Speranský dokonce roku 1809 vypracoval návrh ústavy, který obsahoval určité prvky konstituční monarchie. Pro odpor šlechty i samotného cara však tyto plány padly a samotný Speranský byl poslán do vyhnanství. Po napoleonských válkách se vítězné Rusko zasazovalo o restauraci a udržení starých poměrů, což se uvnitř říše projevovalo tuhým konzervatismem. Jedinou výjimku této doby představovalo hnutí děkabristů, které však bylo potlačeno.
Po nástupu cara Mikuláše I. na trůn pak konzervatismus dosáhl svého nejvyššího bodu. V oblasti práva vyvrcholil "velkou kodifikací" veškerého platného práva od roku 1649. "Svod platných zákonů Ruského impéria" vstoupil v účinnost roku 1835, jeho cílem však byla snaha upevnit carismus na starých principech, nikoli provádět osvícenecké reformy. 15dílné dílo vzniklé pod vedením Speranského bylo nakonec zdařilou sbírkou inkorporovaných feudálních norem, konzervovalo však právo, které zaostávalo za skutečným stavem společenských vztahů a jejich rozvoji bránilo.